# Сер Вільям Веллс

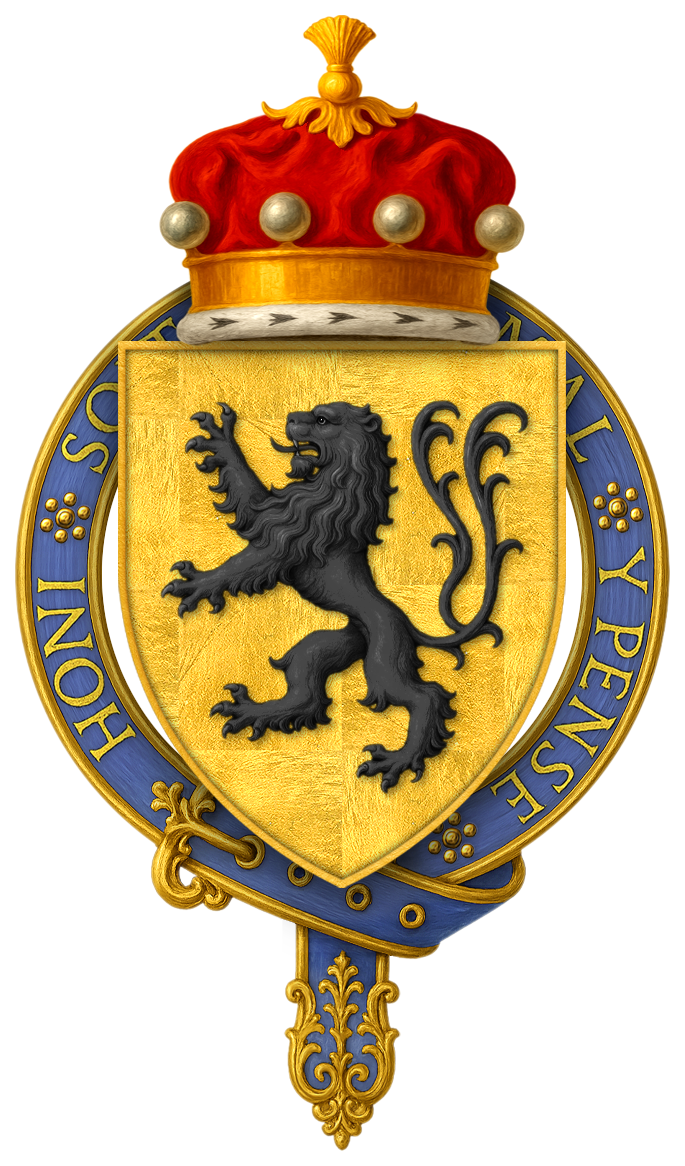
Герб баронів Веллс.

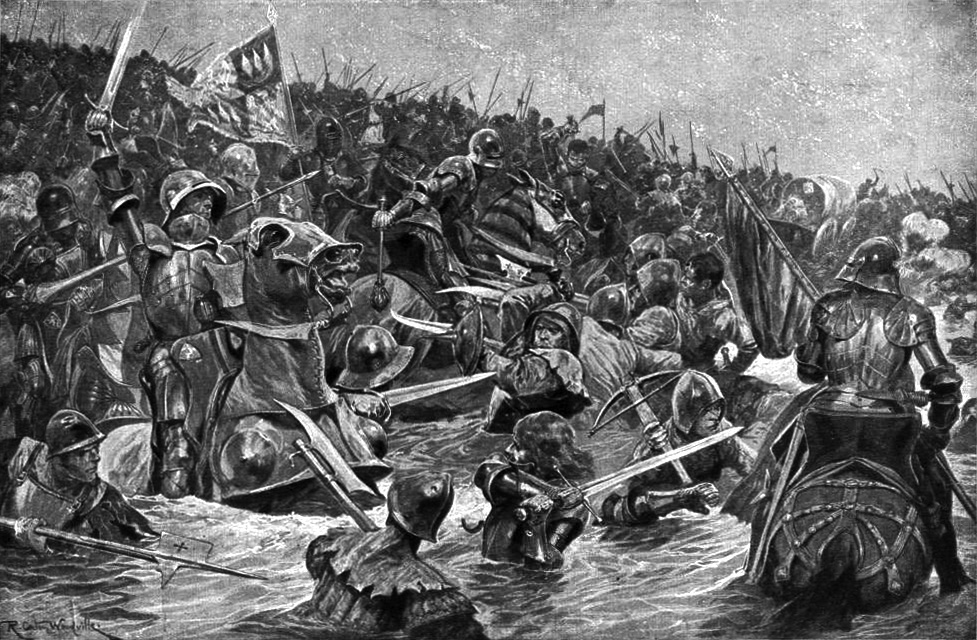
Битва біля Тоутона.

Сер Вільям Веллс (англ. Sir William Welles; 1409 або 1410—1461 або 1462 або 1463) — англійський та ірландський державний діяч, юрист, суддя XV століття. Обіймав посаду лорд-канцлера Ірландії. Він був молодшим братом Лайонела де Веллеса, VI барона Веллеса. Лайонел де Веллс був відомим прихильником дому Ланкастерів, загинув у битві при Тоутоні 29 березня 1461 року.

## Життєпис

### Походження
Вільям Веллс народився приблизно в 1409 або в 1410 році, він був другим сином Еудо де Веллса та його дружини Мод де Грейсток. Його бабусею і дідусем по батькові були Джон де Веллс, V барон Веллс і Елеонора де Моубрей. Еудо помер раніше свого батька, а брат Вільяма Лайонел успадкував від свого діда титул барона і став VI бароном Веллс в 1421 році.

### Кар'єра
Лайонел Веллс отримав посаду лорд-лейтенанта Ірландії близько 1438 року, і Вільям Веллс супроводжував його до Ірландії, де він виконував функції заступника свого брата. Вільям Веллс отримав посаду заступника лорд-канцлера Ірландії в 1454 році та лорд-канцлера Ірландії в 1461 році. На відміну від свого брата, він не був особливо активним державним діячем від імені короля Англії Генріха VI, і, попри смерть Лайонела Веллса та міцні зв'язки сім'ї з домом Ланкастерів, він все ще був на посаді через рік після битви біля Тоутона, яка призвела до остаточного падіння короля Генріха VI. Це свідчить про те, що король-переможець Едуард IV, який загалом великодушно ставився до своїх колишніх супротивників, за умови, що вони були готові висловити йому свою лояльність, не вжив жодних дій проти нього. Лайонел де Веллс був убитий у битві біля Тоутона 29 березня 1461 року. Його головна резиденція була в Поссекстауні, поблизу Енфілда, графство Міт.

### Пріор Томас Фіцджеральд
1440-ті роки були особливо неспокійним періодом для англо-ірландського уряду Ірландії, позначеного запеклими чварами та боротьбою фракцій, і будь-якому ірландському державному чиновнику було майже неможливо залишитися осторонь цих чвар. Веллс був втягнутий у приватну війну з Томасом Фіцджеральдом, бурхливим і суперечливим пріором Ордену госпітальєрів, чий ірландський будинок знаходився в Кілмейнхемі. У 1441 році брат Вільяма Лайонел звинуватив Пріора в причетності до засідки та викрадення Вільяма в Кілкоку, графство Кілдер: Пріор не був звинувачений у безпосередній причетності до злочину, але двоє його братів були звинувачені. Лайонел, як лорд-лейтенант, вимагав, щоб Пріор був притягнутий до відповідальності та щоб усі ірландські володіння госпітальєрів були арештовані, але Фіцджеральд видав королівське помилування. Вільям, який все ще був ув'язненим, зрештою домігся свого звільнення після виконання певних вимог Фіцджеральдів. Наступного року Лайонел через огиду до всіх цих подій подав у відставку й повернувся до Англії. Фіцджеральда було усунено з посади в 1447 році не через його ставлення до Веллса, а через його запеклу ворожнечу з могутнім ірландським магнатом Джеймсом Батлером, IV графом Ормонд.

### Родина
Вільям Веллс одружився з Енн Барнуолл із відомої родини землевласників Барнуолл із Крікстауна, графство Міт. У різних джерелах є згадки про сина і трьох дочок. Мало відомо про його сина, який, здається, помер молодим і не мав нащадків, а дочки були такі:
1. Єлизавета Веллс (померла 1506) — одружилася спочатку з Крістофером Планкетом, що потім став бароном Кіллін, а потім з Джеймсом Флемінгом, VII бароном Слейна, і мала принаймні трьох дітей: від першого чоловіка дві дочки:
- Жене Планкет — одружилася з Ніколасом Сент-Лоуренсом, IV бароном Хоута
- Єлизавета Планкет — одружилася з Джоном Дарсі IV Платтенським і була матір'ю сера Вільяма Дарсі

від її другого чоловіка мала дітей:
- Крістофер Флемінг, 8-й барон Слейн
- Елеонор Флемінг — одружилася з Едмундом Планкеттом, ІІІ бароном Кілліна

2. Ісмей Веллс — одружилася з Томасом Ненглом, XV бароном Наван, мала з ним дітей, зокрема:
- Джон Ненгл, XVI барон Наван

3. Кетрін Веллс — одружилася з Волтером Чіверсом (або Чевіром) з Баллігілі, графство Вексфорд і Мейстаун, графство Міт, сином Вільяма Чевіра, судді Суду королівської лави (Ірландія), і мала дітей, зокрема:
- Сер Ніколас Чіверс
- Елізабет Чіверс — одружилася з чоловіком з відомої родини Ашер з Доннібрука, графство Дублін
- Маргарет Чіверс — одружилася з Бартолом'ю Ейлмером і була матір'ю сера Джеральда Ейлмера.

Його дружина Енна померла в 1476 році: вона була описана як колишня дружина Джона Дарсі з Платтена, можливо, батька Іоанн IV, що одружився з її онукою.